# Pietrozawodsk Towarnyj
Pietrozawodsk Towarnyj (ros. Петрозаводск Товарный, fiń. Petroskoi, Äänislinna) – stacja kolejowa w miejscowości Pietrozawodsk, w Karelii, w Rosji. Położona jest na linii Wołchow – Murmańsk.
Przy stacji zlokalizowana jest lokomotywownia.

## Historia
Stacja powstała podczas I wojny światowej, na zbudowanej wówczas murmańskiej drodze żelaznej i początkowo nosiła nazwę Pietrozawodsk. Do lat 50. XX był to główny dworzec miasta, później straciła tę funkcję na rzecz wybudowanej bliżej centrum miasta nowej stacji Pietrozawodsk. Podczas okupacji fińskiej w czasie II wojny światowej stacja początkowo nosiła nazwę Petroskoi, zmienioną później na Äänislinna.

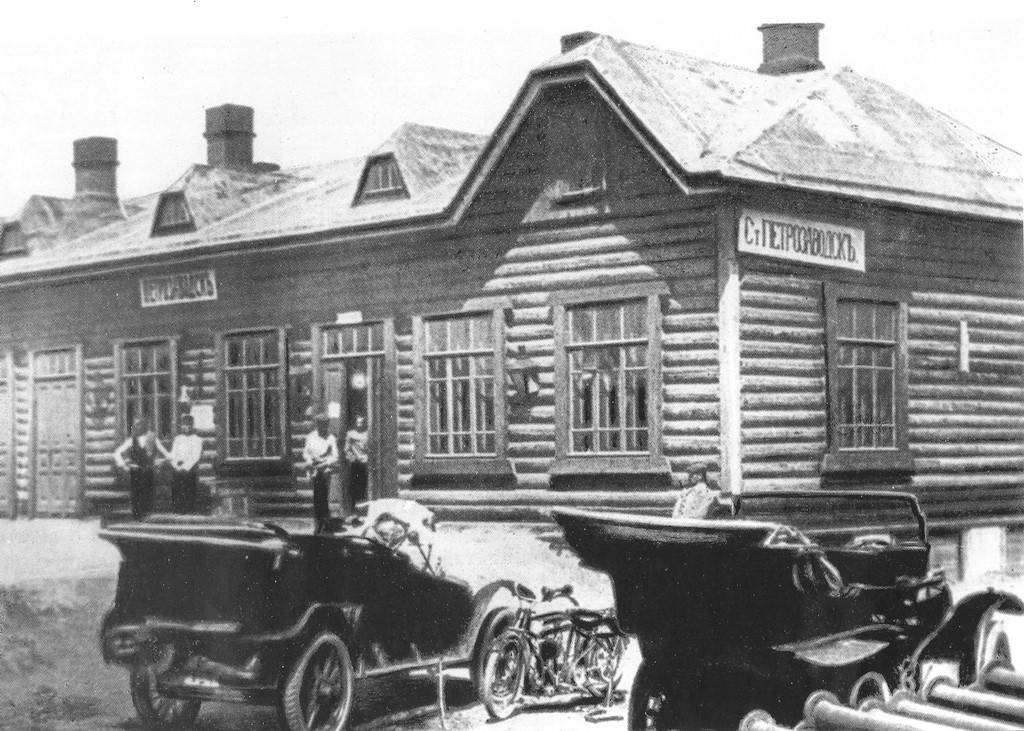
stacja Pietrozawodsk w 1916
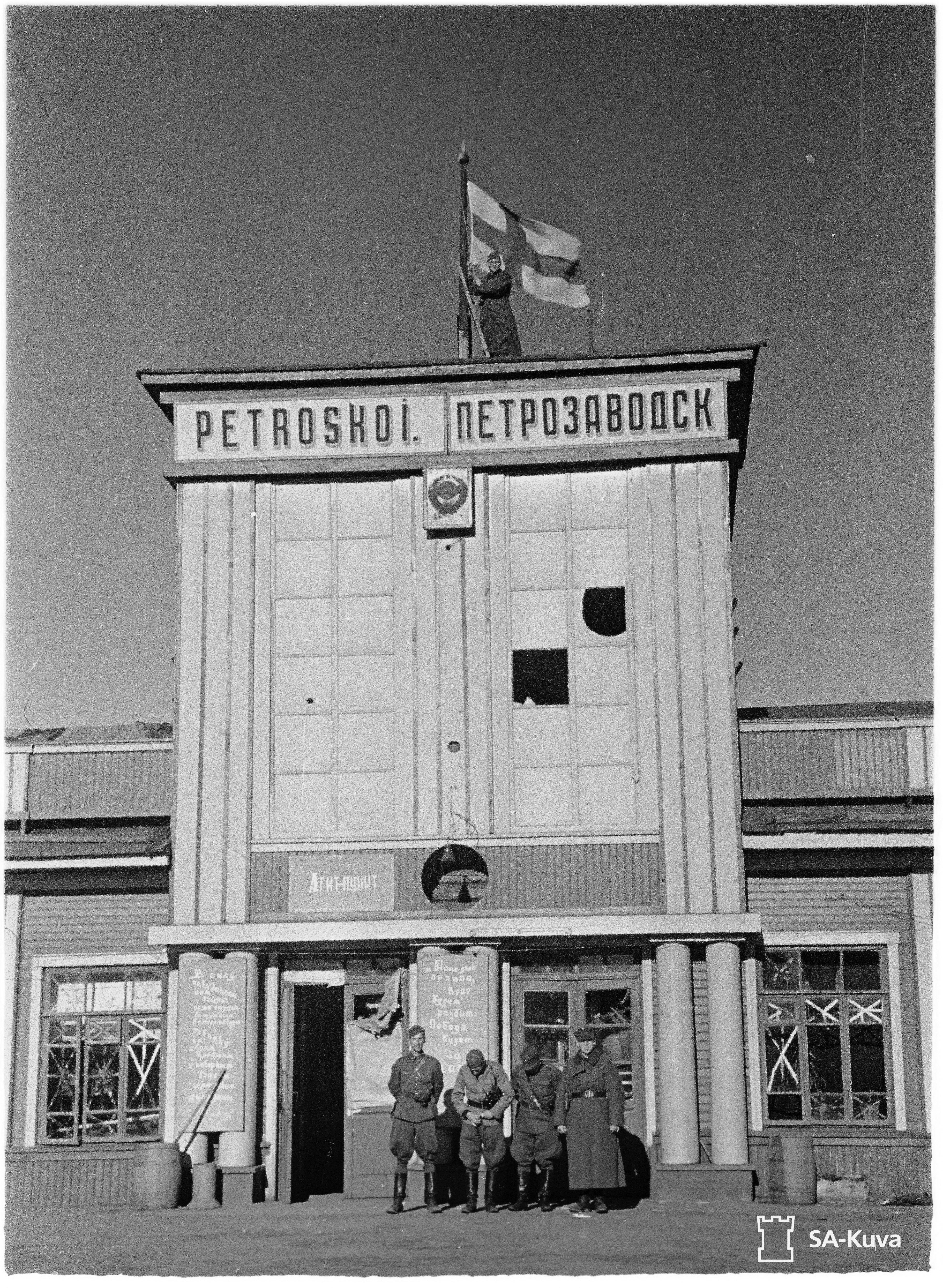
stacja Petroskoi w 1941
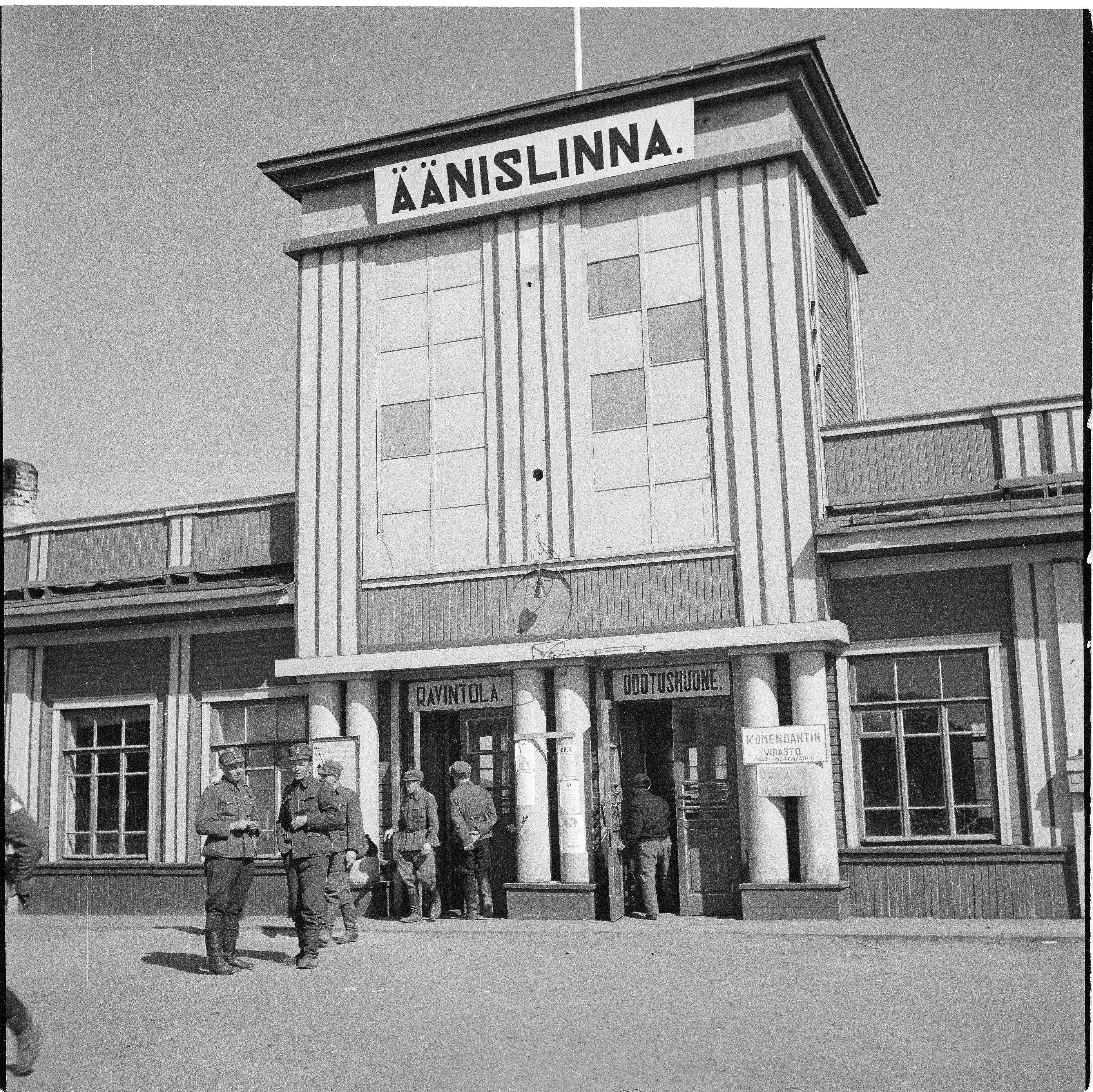
stacja Äänislinna w 1942
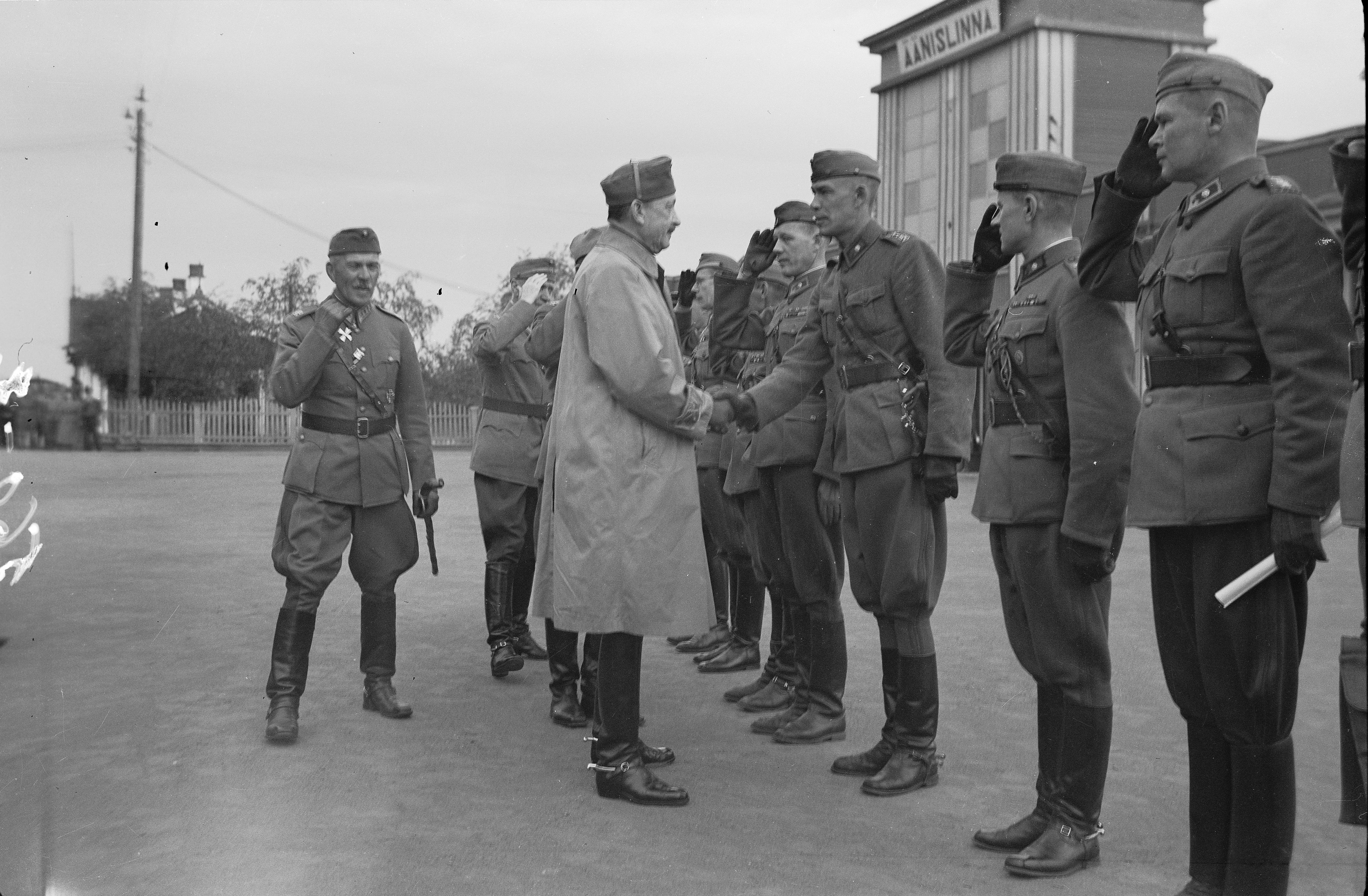
marsz. Carl Gustaf Mannerheim na stacji Äänislinna w 1942
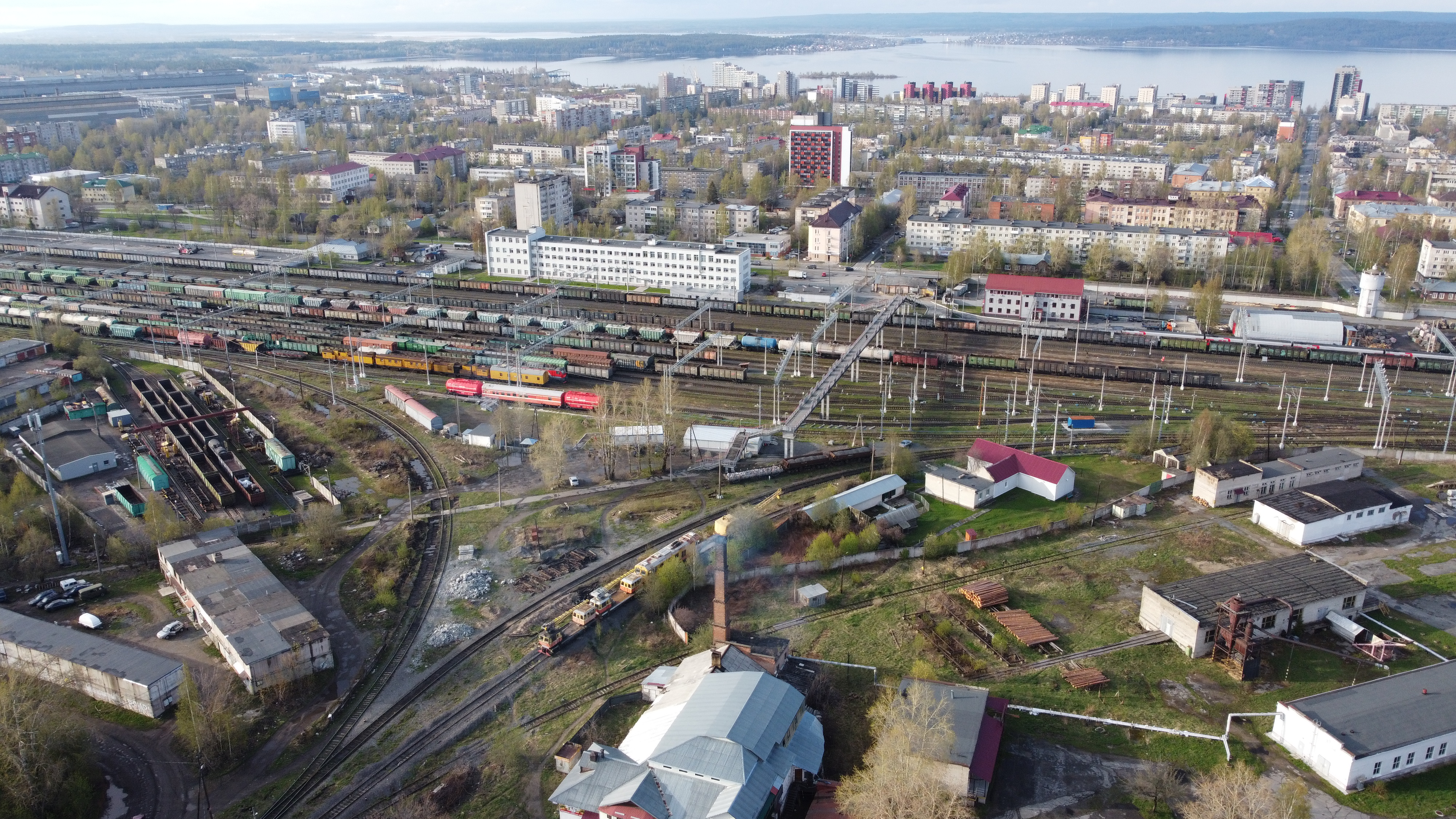
współczesne zdjęcie lotnicze